# Brady Hood
Brady Hood (* 1985) ist ein englischer Drehbuchautor und Filmregisseur.
Brady Hood studierte Film- und Fernsehproduktion an der London Metropolitan University und arbeitete dann u. a. als Assistent der Regisseure Joe Wright, Lone Scherfig und Otto Bathurst. 2007 schloss er ein Regiestudium an der National Film and Television School, das ihm durch ein Stipendium der David Lean Foundation ermöglicht wurde, mit dem MA ab. Sein Prüfungsfilm Sweet Maddie Stone mit Jessica Barden, Harriet Cains und Jason Flemyng in den Hauptrollen gewann im September 2016 den Brief Grand Prix Award am Encounters Film Festival in Bristol.  Der Kurzfilm wurde in der Folge auf rund 20 weiteren Kurzfilm-Wettbewerben gezeigt und gewann 11 erste Preise. 2018 führte er zum ersten Mal Regie in einem Spielfilm, der Folge Muse der britischen Krimi-Serie Der junge Inspektor Morse und 2019 in zwei Folgen der englischen Krimi-Serie Top Boy.